# 5716-os busz
Az 5716-os jelzésű autóbuszvonal helyközi autóbuszjárat Komló és Pécsvárad között, melyet a Volánbusz Zrt. lát el.

## Közlekedése
A járat Komlót és Pécsváradot köti össze. Komló és Pécsvárad között iskolai előadási napokon kettő járat, tanszünetben munkanapokon kettő járat szállítja az utasokat, menetidejük iskola előadási napokon 45-48 perc, tanszünetben munkanapokon 38-40 perc. Pécsvárad és Komló között egy járat szállítja az utasokat munkanapokon, menetideje 38 perc. Egy járat Pécsvárad és Hosszúhetény, Hegyelő utca között közlekedik iskolai előadási napokon, menetideje 25 perc. 
Martonfára az iskolai előadási napokon közlekedő járatok térnek be.

## Megállóhelyei
| 5716 (Komló – Pécsvárad) | 5716 (Komló – Pécsvárad) | 5716 (Komló – Pécsvárad) | 5716 (Komló – Pécsvárad)                  | 5716 (Komló – Pécsvárad) | 5716 (Komló – Pécsvárad) | 5716 (Komló – Pécsvárad) | 5716 (Komló – Pécsvárad) |
| Sorszám (↓)              | Sorszám (↓)              | Sorszám (↓)              | Megállóhely                               | Sorszám (↑)              | Sorszám (↑)              | Átszállási kapcsolatok |                          |
| ------------------------ | ------------------------ | ------------------------ | ----------------------------------------- | ------------------------ | ------------------------ | --- | ------------------------ |
| 0                        | 0                        | 0                        | Komló, autóbusz-állomás végállomás        | 17                       |                          | 1, 2, 3, 5, 6, 7, 7A, 8, 9, 9B, 10, 10A, 11, 12, 15, 17, 17B, 18, 18B, 19 1136, 1578, 1804 5610, 5611, 5612, 5620, 5622, 5700, 5701, 5702, 5707, 5710, 5711, 5712, 5721, 5722, 5726, 5727, 5728, 5729, 5736, 5741, 5742, 5744, 5746, 5748, 5757, 5758, 5856, 5857, 5931, 5932 |                          |
| 1                        | 1                        | 1                        | Komló, Közösségek Háza                    | 16                       |                          | 1, 10, 10A, 13, 15 5620, 5622, 5710, 5711, 5712, 5857 |                          |
| 2                        | 2                        | 2                        | Komló, vízmű                              | 15                       |                          | 1, 13, 15 5611, 5620, 5622, 5707, 5710, 5711, 5712, 5856, 5857 |                          |
| 3                        | 3                        | 3                        | Komló, Anna akna                          | 14                       |                          | 1, 13, 15 5611, 5620, 5622, 5707, 5710, 5711, 5712, 5856, 5857 |                          |
| 4                        | 4                        | 4                        | Komló, Kőbánya                            | 13                       |                          | 1, 13, 15 5611, 5620, 5622, 5707, 5710, 5711, 5712, 5856, 5857 |                          |
| 5                        | 5                        | 5                        | Komló, Gesztenyési út                     | 12                       |                          | 1, 13, 15 5611, 5620, 5622, 5707, 5710, 5711, 5712, 5856, 5857 |                          |
| 6                        | 6                        | 6                        | Komló (Zobákpuszta), szászvári útelágazás | 11                       |                          | 5611, 5620, 5621, 5622, 5707, 5710, 5711, 5712, 5856, 5857 |                          |
| 7                        | 7                        | 7                        | Komló (Zobákpuszta)                       | 10                       |                          | 5620, 5621, 5622, 5623, 5624, 5712 |                          |
| 8                        | 8                        | 8                        | Hosszúhetény, Kövestető                   | 9                        |                          | 5620, 5621, 5622, 5623, 5624, 5712 |                          |
| 9                        | 9                        | 9                        | Hosszúhetény, Hegyelő utca végállomás     | 8                        | 12                       | 5620, 5621, 5622, 5623, 5624, 5712 |                          |
| 10                       | 10                       | 10                       | Hosszúhetény, kultúrház                   | 7                        | 11                       | 5620, 5621, 5622, 5623, 5624, 5712 |                          |
| 11                       | 11                       | 11                       | Hosszúhetény, vásártér                    | 6                        | 10                       | 5620, 5621, 5622, 5623, 5624, 5712 |                          |
| 12                       | 12                       | 12                       | Hosszúhetény, kültelek                    | 5                        | 9                        | 5620, 5621, 5622, 5623, 5624, 5712 |                          |
| 13                       | 13                       | 13                       | Martonfai elágazás                        | 4                        | 8                        | 5625, 5626, 5627, 5628, 5630, 5712 |                          |
| 14                       | 14                       | ∫                        | Martonfa, Köztársaság utca 4.             | ∫                        | 7                        | 5625, 5627 |                          |
| 15                       | 15                       | ∫                        | Martonfa, forduló                         | ∫                        | 6                        | 5625, 5627 |                          |
| 16                       | 16                       | ∫                        | Martonfa, Köztársaság utca 4.             | ∫                        | 5                        | 5625, 5627 |                          |
| 17                       | 17                       | 13                       | Martonfai elágazás                        | 4                        | 4                        | 5625, 5626, 5627, 5628, 5630, 5712 |                          |
| 18                       | 18                       | 14                       | Szilágyi elágazás                         | 3                        | 3                        | 5625, 5626, 5627, 5628, 5630, 5636, 5637, 5638, 5712, 5819 |                          |
| 19                       | 19                       | 15                       | Pécsvárad, Dombay-tó                      | 2                        | 2                        | 5625, 5626, 5627, 5628, 5630, 5636, 5637, 5638, 5712, 5819 |                          |
| 20                       | 20                       | 16                       | Pécsvárad, Vár utca                       | 1                        | 1                        | 5625, 5626, 5627, 5628, 5630, 5636, 5637, 5638, 5712, 5819 |                          |
| 21                       | ∫                        | ∫                        | Pécsvárad, Szentháromság tér              | ∫                        | ∫                        | 5625, 5628, 5636, 5643, 5717, 5718, 5809, 5825 |                          |
| 22                       | 21                       | 17                       | Pécsvárad, kollégium végállomás           | 0                        | 0                        | 1134, 1568, 1843 5625, 5626, 5627, 5628, 5630, 5631, 5636, 5637, 5638, 5643, 5712, 5717, 5618, 5809, 5819, 5825 |                          |